# 矢向駅
矢向駅（やこうえき）は、神奈川県横浜市鶴見区矢向六丁目にある、東日本旅客鉄道（JR東日本）南武線の駅である。
駅番号はJN 03。南武線で唯一横浜市内にある駅となっている。

## 歴史
- 1927年（昭和2年）3月9日：南武鉄道線川崎駅 - 登戸駅間の開通時に開業[1][2]。川崎河岸駅へ向かう貨物支線も同時に開業[1][4]。
- 1944年（昭和19年）4月1日：南武鉄道線が国有化、運輸通信省南武線の駅となる[1][2]。
- 1972年（昭和47年）5月25日：貨物取扱が廃止[2]。同時に川崎河岸駅への貨物支線も廃止[1][4]。川崎市中央卸売市場南部市場まで専用線が続いていた。
- 1984年（昭和59年）2月1日：荷物扱い廃止[2]。
- 1987年（昭和62年）4月1日：国鉄分割民営化により、JR東日本の駅となる[1][2]。
- 1993年（平成5年）9月8日：自動改札機を設置し、供用開始[5]。
- 2001年（平成13年）11月18日：ICカード「Suica」供用開始。
- 2007年（平成19年）
  - 6月22日：みどりの窓口の営業を終了。
  - 6月23日：指定席券売機を導入。
- 2025年（令和7年）3月7日：スマートホームドアの使用を開始[6]。

### 駅名の由来
地名から採ったもの。「矢向」には諸説(新田義興が矢口の渡しから放った「矢」が「向」かった)あるが、地名研究では古来川口（川の合流する所）のことを「やこう」という。

## 駅構造
線路西側の駅舎側に単式ホーム1面1線の下り（立川方面）ホーム、線路を挟んで島式ホーム1面2線の上り（川崎方面）ホームがある。上りホームとは跨線橋で結ばれている。
川崎統括センター（尻手駅）管理の業務委託駅（JR東日本ステーションサービス委託）。お客さまサポートコールシステムが導入されており、早朝と夜間の一部時間帯は遠隔対応のため改札係員は不在となる。不在の時間はインターホンにより鹿島田駅の係員が対応を行う。
自動券売機・多機能券売機・指定席券売機・自動改札機が設置されている。トイレは改札を入って左側にある。2011年にはホームと跨線橋を結ぶ東芝のエレベーターが設置された。

### のりば
| 番線 | 路線   | 方向 | 行先               |
| ---- | ------ | ---- | ------------------ |
| 1    | 南武線 | 下り | 武蔵小杉・立川方面 |
| 2・3 | 南武線 | 上り | 尻手・川崎方面     |

留置線があり、 夜間滞泊などの留置運用が設定されている。このため、早朝や夕方に当駅始発の川崎行き列車が設定されており、3番線から発車する。また、朝ラッシュ時にて、川崎発の回送列車が留置される際は、1番線からではなく、3番線に進入する形となっている。以前はここに矢向車掌区が置かれていたが、中原電車区（現在の鎌倉車両センター中原支所）の運転士部門と統合。武蔵中原駅近くに新設された川崎運輸区（現在の川崎統括センター南武線オフィス）に移転した。広い留置線は1960年まであった矢向電車区の名残である。

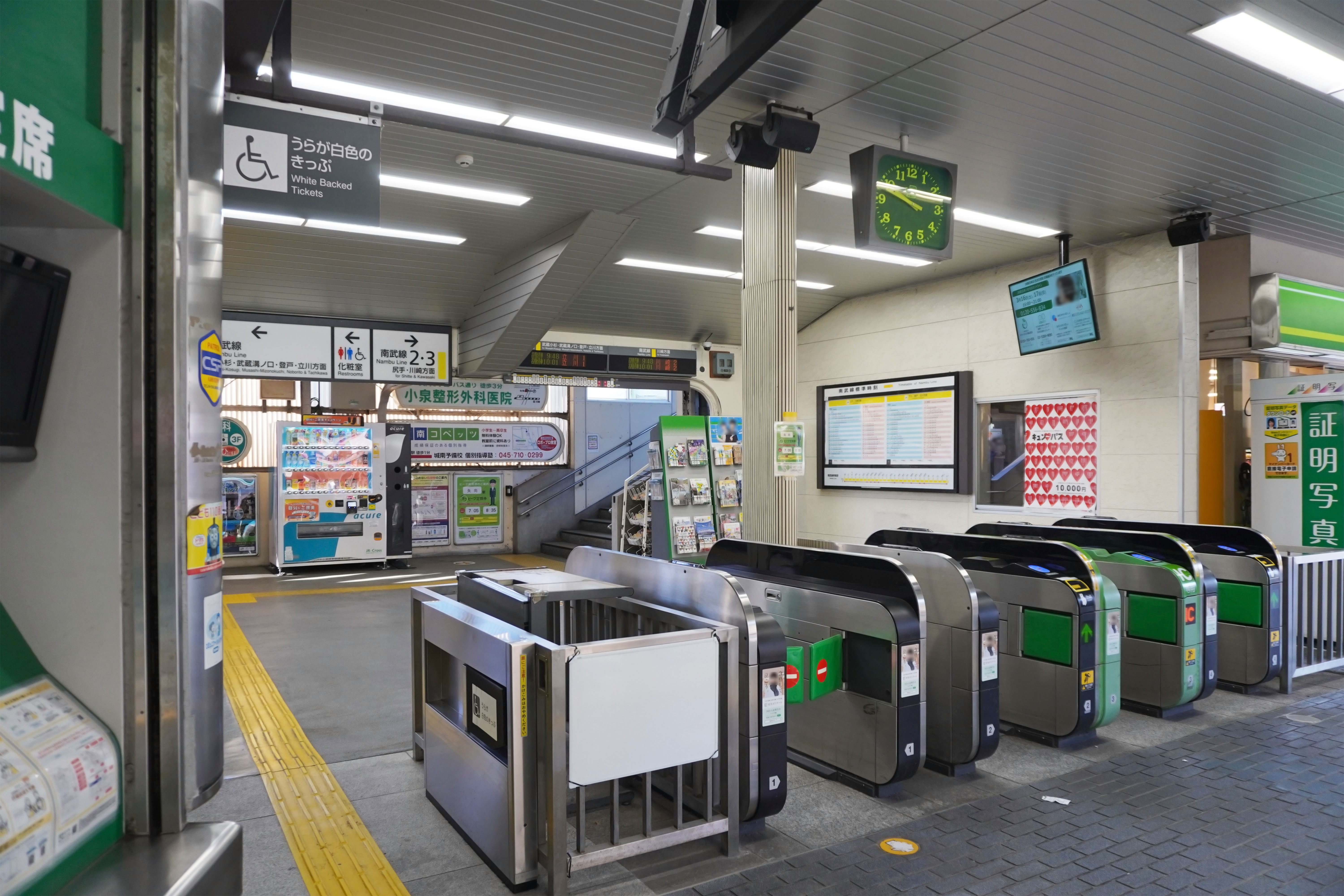
改札口（2024年2月）
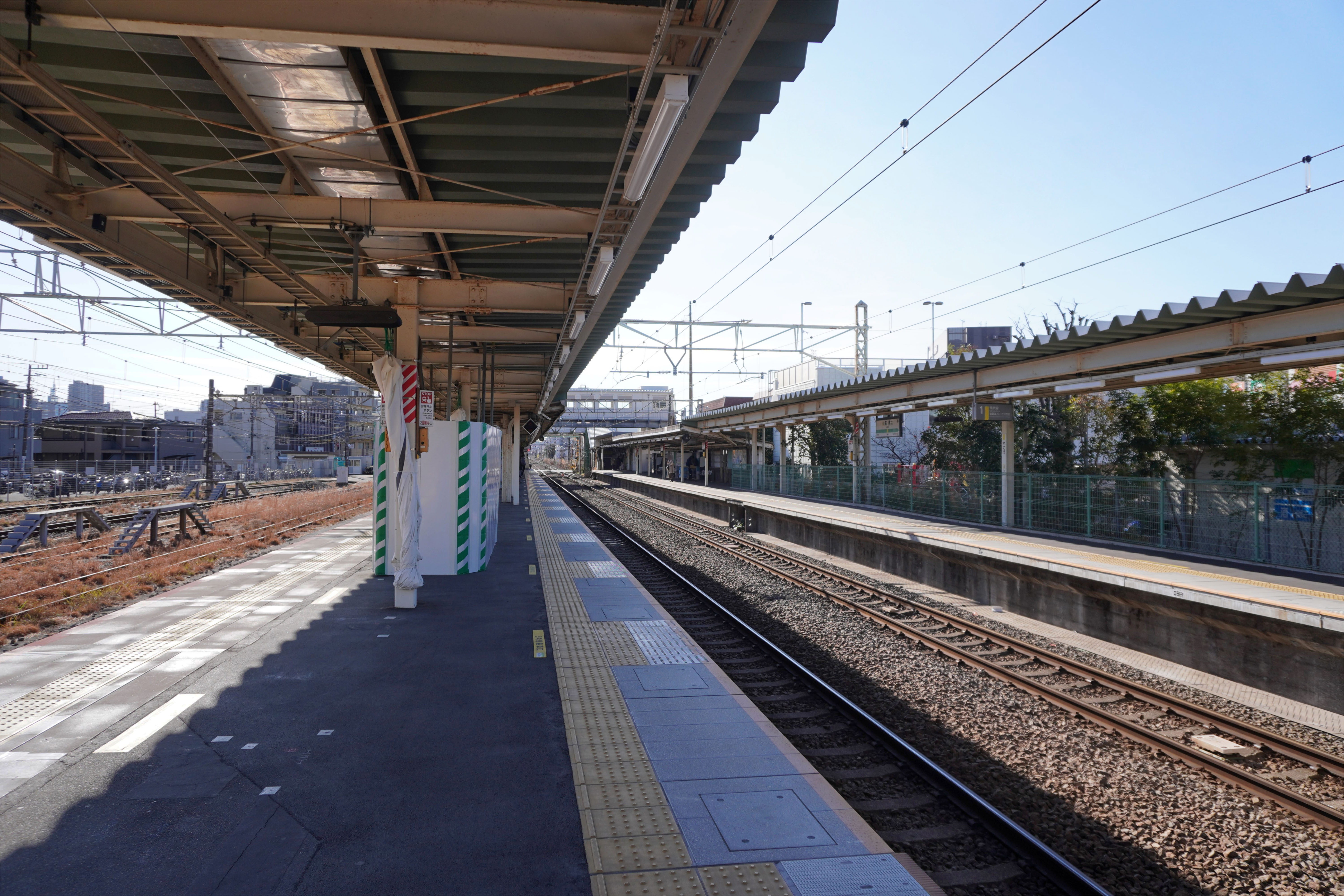
ホーム（2024年2月）

## 利用状況
2023年度（令和5年度）の1日平均乗車人員は17,459人である。南武線の快速通過駅では最も利用客が多い。
1991年度（平成3年度）以降の推移は以下のとおりである。
| 年度               | 1日平均 乗車人員 | 出典       |
| ------------------ | ---------------- | ---------- |
| 1991年（平成03年） | 15,040           |            |
| 1992年（平成04年） | 14,994           |            |
| 1993年（平成05年） | 15,054           |            |
| 1994年（平成06年） | 14,681           |            |
| 1995年（平成07年） | 14,187           | [ 統計 3 ] |
| 1996年（平成08年） | 13,944           |            |
| 1997年（平成09年） | 13,538           |            |
| 1998年（平成10年） | 13,372           | [ * 1 ]    |
| 1999年（平成11年） | 13,529           | [ * 2 ]    |
| 2000年（平成12年） | 13,496           | [ * 2 ]    |
| 2001年（平成13年） | 13,798           | [ * 3 ]    |
| 2002年（平成14年） | 13,336           | [ * 4 ]    |
| 2003年（平成15年） | 13,293           | [ * 5 ]    |
| 2004年（平成16年） | 13,257           | [ * 6 ]    |
| 2005年（平成17年） | 14,555           | [ * 7 ]    |
| 2006年（平成18年） | 15,176           | [ * 8 ]    |
| 2007年（平成19年） | 15,652           | [ * 9 ]    |
| 2008年（平成20年） | 15,788           | [ * 10 ]   |
| 2009年（平成21年） | 15,762           | [ * 11 ]   |
| 2010年（平成22年） | 16,214           | [ * 12 ]   |
| 2011年（平成23年） | 16,318           | [ * 13 ]   |
| 2012年（平成24年） | 17,022           | [ * 14 ]   |
| 2013年（平成25年） | 17,726           | [ * 15 ]   |
| 2014年（平成26年） | 17,837           | [ * 16 ]   |
| 2015年（平成27年） | 17,979           | [ * 17 ]   |
| 2016年（平成28年） | 18,134           | [ * 18 ]   |
| 2017年（平成29年） | 18,623           |            |
| 2018年（平成30年） | 18,986           |            |
| 2019年（令和元年） | 19,449           |            |
| 2020年（令和02年） | 15,149           |            |
| 2021年（令和03年） | 15,135           |            |
| 2022年（令和04年） | 16,348           |            |
| 2023年（令和05年） | 17,459           |            |

## 駅周辺
横浜市と川崎市の境にある駅であり、駅前には小ぶりのロータリーがある。駅南側に接して道路が踏切で交差しており、この道路に沿って商店街がある。
- キヤノン矢向事業所
- 大陽日酸川崎事業所
- 矢向地区センター
- 横浜市立矢向小学校
- 横浜市立新鶴見小学校
- 横浜矢向郵便局
- 鶴見警察署矢向駅前交番
- 矢向商店街
- MEGAドン・キホーテ かわさき店
- 島忠ホームズ新川崎店

## バス路線
最寄り停留所は、矢向駅前となる。以下の路線が乗り入れ、川崎鶴見臨港バス、横浜市営バスにより運行されている。
| のりば | 運行事業者       | 系統・行先                                                                                  |
| ------ | ---------------- | ------------------------------------------------------------------------------------------- |
| 1      | 横浜市営バス     | 18：鶴見駅東口 / 生麦                                                                       |
| 1      | 川崎鶴見臨港バス | 川57・川61・川69：川崎駅西口                                                                |
| －     | 川崎鶴見臨港バス | - 川56：川崎駅西口（矢向末吉橋循環） - 川61：元住吉 / 江川町 - 川69：川崎駅西口（小倉循環） |

## その他

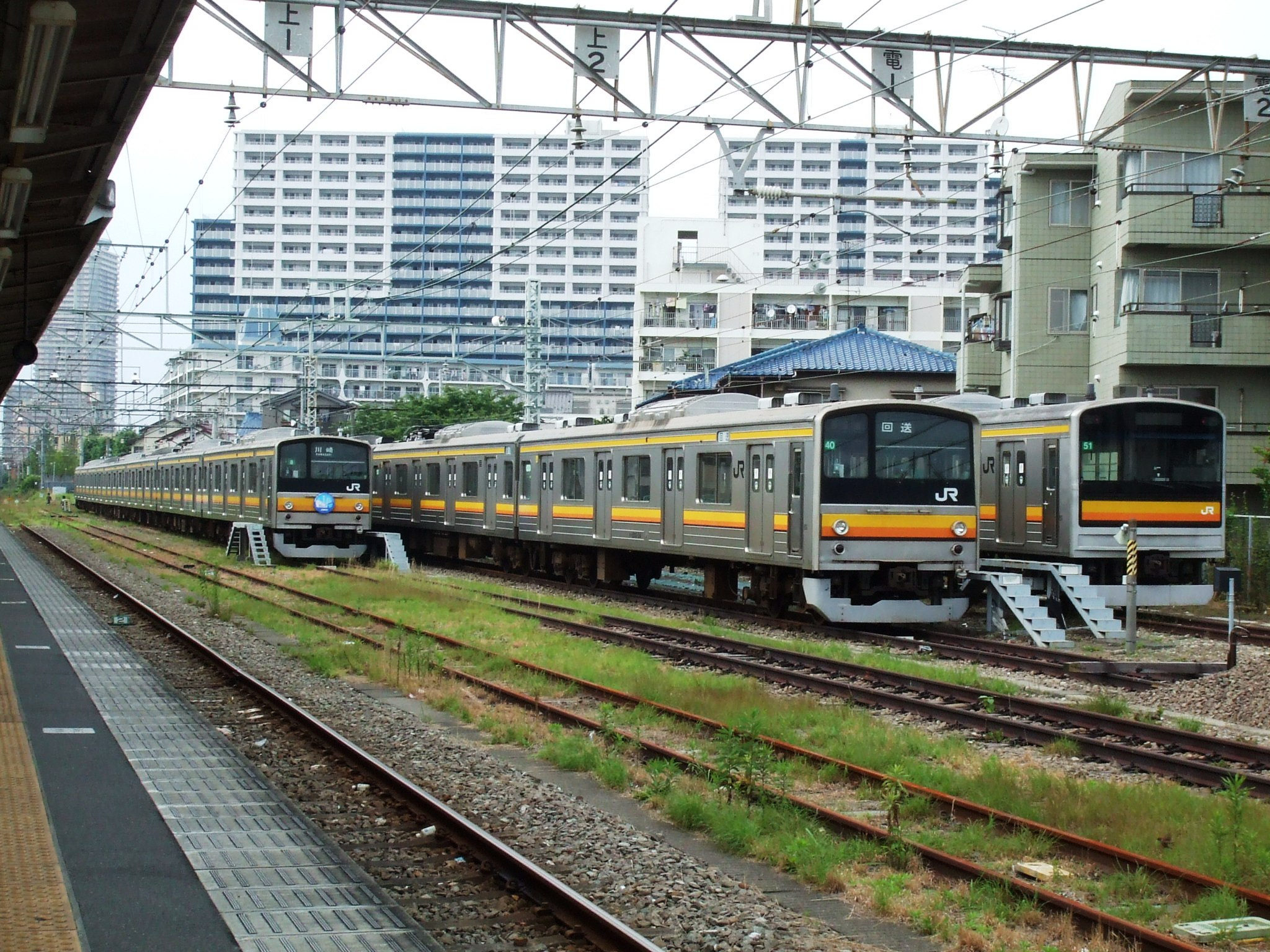
駅に隣接する留置線

川崎市幸区と横浜市鶴見区との境界線上に置かれていて、ホームは川崎市と横浜市にまたがるが、改札口や駅舎が横浜市にある。このため横浜駅からの経路上にある川崎駅・隣の尻手駅とともに、JRの特定都区市内における「横浜市内」駅の扱いとなっている。なお、当駅が南武線の横浜市内エリアの北限となる。
成瀬巳喜男の映画「めし」（1951年）で、ヒロイン岡本三千代（原節子）が実家に帰るシーンの下車駅として使われた。
矢向駅周辺において横浜市および川崎市は、連続立体交差を検討している。

## 隣の駅
東日本旅客鉄道（JR東日本）
 南武線
■快速
通過
■各駅停車
尻手駅 (JN 02) - 矢向駅 (JN 03) -  鹿島田駅 (JN 04)

### 記事本文
1. 1 2 3 4 5 6  曽根悟（監修） 著、朝日新聞出版分冊百科編集部 編『週刊 歴史でめぐる鉄道全路線 国鉄・JR』 38号 青梅線・鶴見線・南武線・五日市線、朝日新聞出版〈週刊朝日百科〉、2010年4月11日、20-21頁。
2. 1 2 3 4 5 6  石野哲 編『停車場変遷大事典 国鉄・JR編』 II（初版）、JTB、1998年10月1日、65頁。ISBN 978-4-533-02980-6。
3. 1 2 3 4  “駅の情報（矢向駅）：JR東日本”.   東日本旅客鉄道. 2023年10月23日時点のオリジナルよりアーカイブ。2023年10月23日閲覧。
4. 1 2  石野哲 編『停車場変遷大事典 国鉄・JR編』 II（初版）、JTB、1998年10月1日、69頁。ISBN 978-4-533-02980-6。
5. ↑  「JR年表」『JR気動車客車編成表 '94年版』ジェー・アール・アール、1994年7月1日、186頁。ISBN 4-88283-115-5。
6. ↑  『2024年度のホームドア整備駅の追加について』（PDF）（プレスリリース）東日本旅客鉄道、2024年8月20日。オリジナルの2024年8月20日時点におけるアーカイブ。2024年8月20日閲覧。
7. ↑  多機能券売機設置マップ (PDF)
8. 1 2  “JR東日本：駅構内図・バリアフリー情報（矢向駅）”.   東日本旅客鉄道. 2024年6月11日閲覧。
9. ↑  “矢向駅前 のりば地図 | 横浜市交通局”. navi.hamabus.city.yokohama.lg.jp. 2019年8月10日閲覧。
10. ↑  『「踏切安全対策実施計画」を策定しました』（PDF）（プレスリリース）横浜市道路局企画課、2016年3月17日。2019年8月18日閲覧。
11. ↑  “JR南武線（尻手駅～武蔵小杉駅間）連続立体交差化に向けて”.   川崎市 (2016年6月20日). 2017年7月10日閲覧。

### 利用状況
JR東日本の統計データ
1. ↑  横浜市統計書 - 横浜市
2. ↑  川崎市統計書 - 川崎市
3. ↑  線区別駅別乗車人員（1日平均）の推移 (PDF)  - 19ページ

JR東日本の2000年度以降の乗車人員
1. ↑  各駅の乗車人員（2000年度） - JR東日本
2. ↑  各駅の乗車人員（2001年度） - JR東日本
3. ↑  各駅の乗車人員（2002年度） - JR東日本
4. ↑  各駅の乗車人員（2003年度） - JR東日本
5. ↑  各駅の乗車人員（2004年度） - JR東日本
6. ↑  各駅の乗車人員（2005年度） - JR東日本
7. ↑  各駅の乗車人員（2006年度） - JR東日本
8. ↑  各駅の乗車人員（2007年度） - JR東日本
9. ↑  各駅の乗車人員（2008年度） - JR東日本
10. ↑  各駅の乗車人員（2009年度） - JR東日本
11. ↑  各駅の乗車人員（2010年度） - JR東日本
12. ↑  各駅の乗車人員（2011年度） - JR東日本
13. ↑  各駅の乗車人員（2012年度） - JR東日本
14. ↑  各駅の乗車人員（2013年度） - JR東日本
15. ↑  各駅の乗車人員（2014年度） - JR東日本
16. ↑  各駅の乗車人員（2015年度） - JR東日本
17. ↑  各駅の乗車人員（2016年度） - JR東日本
18. ↑  各駅の乗車人員（2017年度） - JR東日本
19. ↑  各駅の乗車人員（2018年度） - JR東日本
20. ↑  各駅の乗車人員（2019年度） - JR東日本
21. ↑  各駅の乗車人員（2020年度） - JR東日本
22. ↑  各駅の乗車人員（2021年度） - JR東日本
23. ↑  各駅の乗車人員（2022年度） - JR東日本
24. ↑  各駅の乗車人員（2023年度） - JR東日本

神奈川県県勢要覧
1. ↑  平成12年 - 221ページ
2. 1 2  平成13年 (PDF)  - 223ページ
3. ↑  平成14年 (PDF)  - 221ページ
4. ↑  平成15年 (PDF)  - 221ページ
5. ↑  平成16年 (PDF)  - 221ページ
6. ↑  平成17年 (PDF)  - 223ページ
7. ↑  平成18年 (PDF)  - 223ページ
8. ↑  平成19年 (PDF)  - 225ページ
9. ↑  平成20年 (PDF)  - 229ページ
10. ↑  平成21年 (PDF)  - 239ページ
11. ↑  平成22年 (PDF)  - 237ページ
12. ↑  平成23年度 (PDF)  - 237ページ
13. ↑  平成24年度 (PDF)  - 233ページ
14. ↑  平成25年度 (PDF)  - 235ページ
15. ↑  平成26年 (PDF)  - 237ページ
16. ↑  平成27年 (PDF)  - 237ページ
17. ↑  平成28年 (PDF)  - 245ページ
18. ↑  平成29年 (PDF)  - 237ページ